# EuroCoupe de basket-ball 2010-2011
Navigation
Édition précédente Édition suivante
L’EuroCoupe de basket-ball 2010-2011 est la 9e édition de la deuxième compétition de clubs de basket-ball du continent européen après l'Euroligue de basket-ball.

## Déroulement
La compétition est ouverte à 40 équipes. Un tour préliminaire permet de sélectionner 32 équipes qui disputent une phase régulière. Ces 32 équipes sont déterminer de la façon suivante : 11 équipes automatiquement qualifiées pour ce tour, 13 ayant été éliminées du tour de qualification de l'euroligue et 8 issues du tour préliminaire.
Les 8 équipes non qualifiées pour la phase régulière sont alors verser dans une autre compétition européenne, l'EuroChallenge.
Lors de la phase régulière, les 32 équipes sont réparties en huit groupes de quatre équipes. Les deux premières équipes se qualifient pour un Top 16. Celui-ci se déroule également sous la forme de championnat : quatre groupes de quatre équipes, dont les deux premiers sont qualifiés pour le « Final eight ».
Celui-ci se déroule sur un lieu unique le même weekend et sous la forme d'une coupe, quart de finale, demi-finale, finale. Dans chacun de ces tours, le vainqueur est déterminé sur une seule rencontre.

## Équipes participantes
32 équipes participent à l'EuroCoupe 2010-2011.
| Allemagne (BBL)               | 3 | BG 74 Göttingen (QF)       | ALBA Berlin (QF)           | EWE Baskets Oldenburg (QF)  |
| Espagne (ACB)                 | 3 | CDB Séville (QF)           | Estudiantes Madrid (QF)    | CB Gran Canaria (QF)        |
| France (LNB)                  | 3 | Le Mans (2)                | Chorale Roanne (DF)        | ASVEL Lyon-Villeurbanne (9) |
| Grèce (ESAKE)                 | 3 | Panellinios Athènes (DF)   | Aris Salonique (QF)        | PAOK Salonique (QF)         |
| Italie (LegA)                 | 3 | Juve Caserta Basket (DF)   | Benetton Trévise (QF)      | Pallacanestro Cantù (DF)    |
| Turquie (TBL)                 | 3 | Galatasaray (9)            | Beşiktaş Istambul (DF)     | Bandırma Banvit (DF)        |
| Israël (Ligat Winner)         | 2 | Hapoël Jérusalem (3)       | Hapoël Galil Elyon (1)     |                             |
| Russie (Superligue)           | 2 | UNICS Kazan (DF)           | Krasnye Krylya Samara (QF) |                             |
| Ukraine (SuperLeague)         | 2 | Boudivelnik Kiev (2)       | Azovmach Marioupol (1)     |                             |
| Croatie (A1 Liga)             | 1 | KK Cedevita (DF)           |                            |                             |
| Lettonie (LBL)                | 1 | VEF Riga (2)               |                            |                             |
| Lituanie (LKL)                | 1 | KK Šiauliai (DF)           |                            |                             |
| Monténégro (Opportunity Liga) | 1 | KK Budućnost Podgorica (1) |                            |                             |
| Pays-Bas (FED)                | 1 | MPC Capitals Groningue (1) |                            |                             |
| Pologne (PLK)                 | 1 | Anwil Włocławek (2)        |                            |                             |
| République tchèque (NBL)      | 1 | ČEZ Nymburk (1)            |                            |                             |
| Serbie (KLS)                  | 1 | KK Hemofarm (2)            |                            |                             |

|  | Vainqueur                           |
|  | Finaliste                           |
|  | 3e place                            |
|  | Qualifiés pour les quarts de finale |
|  | Participation au Last 16            |
|  | Éliminés lors de la phase régulière |

## Compétition

### Tour préliminaire
Celui-ci se déroule sous forme de matchs aller-retour, le vainqueur étant déterminé au cumul des points des deux rencontres.
|       | Beşiktaş Istambul         | 152    | 137 | Francfort Skyliners |
| 68-61 | Beşiktaş Istambul         | 84-76  |     | Francfort Skyliners |
|       | Hapoël Jérusalem          | 146    | 132 | Liège Basket        |
| 62-59 | Hapoël Jérusalem          | 84-73  |     | Liège Basket        |
|       | Aris Salonique            | 170    | 167 | Academic Sofia      |
| 78-74 | Aris Salonique            | 92-93  |     | Academic Sofia      |
|       | Gran Canaria              | 165    | 131 | KK Zagreb           |
| 69-71 | Gran Canaria              | 96-60  |     | KK Zagreb           |
|       | Azovmach Marioupol        | 155    | 145 | Orléans             |
| 76-80 | Azovmach Marioupol        | 79-65  |     | Orléans             |
|       | Spartak Saint-Pétersbourg | 136    | 139 | Galatasaray         |
| 58-69 | Spartak Saint-Pétersbourg | 78-70  |     | Galatasaray         |
|       | Benetton Trévise          | 181    | 118 | Apoel Nicosie       |
| 64-92 | Benetton Trévise          | 61-103 |     | Apoel Nicosie       |
|       | Dynamo Moscou             | 134    | 169 | KK Cedevita         |
| 61-97 | Dynamo Moscou             | 73-72  |     | KK Cedevita         |

### Phase régulière

#### Groupe A
| Rang | Équipe          | Pts | J | G | P | Pp  | Pc  | Diff |  | Résultats (dom.\ext.) |       |       |       |       |
| ---- | --------------- | --- | - | - | - | --- | --- | ---- |  | --------------------- | ----- | ----- | ----- | ----- |
| 1    | UNICS Kazan     | 11  | 6 | 5 | 1 | 507 | 379 | 128  |  | UNICS Kazan           |       | 63-67 | 80-52 | 88-64 |
| 2    | Le Mans         | 10  | 6 | 4 | 2 | 426 | 429 | -3   |  | Le Mans               | 65-98 |       | 67-59 | 84-60 |
| 3    | Bandırma Banvit | 8   | 6 | 2 | 4 | 402 | 474 | -72  |  | Bandırma Banvit       | 59-89 | 78-70 |       | 81-72 |
| 4    | Oldenburg       | 7   | 6 | 1 | 5 | 435 | 488 | -53  |  | Oldenburg             | 72-89 | 96-73 | 71-73 |       |

#### Groupe B
| Rang | Équipe                  | Pts | J | G | P | Pp  | Pc  | Diff |  | Résultats (dom.\ext.)   |       |       |       |         |
| ---- | ----------------------- | --- | - | - | - | --- | --- | ---- |  | ----------------------- | ----- | ----- | ----- | ------- |
| 1    | Göttingen               | 10  | 6 | 4 | 2 | 478 | 442 | 36   |  | KK Hemofarm             |       | 97-93 | 67-79 | 101-100 |
| 2    | KK Hemofarm             | 9   | 6 | 3 | 3 | 496 | 512 | -16  |  | ASVEL Lyon-Villeurbanne | 81-80 |       | 80-88 | 88-85   |
| 3    | ASVEL Lyon-Villeurbanne | 9   | 6 | 3 | 3 | 494 | 506 | -12  |  | Göttingen               | 68-57 | 76-78 |       | 81-69   |
| 4    | Beşiktaş Istanbul       | 8   | 6 | 2 | 4 | 516 | 524 | -8   |  | Beşiktaş Istanbul       | 91-94 | 80-74 | 91-86 |         |

#### Groupe C
| Rang | Équipe                 | Pts | J | G | P | Pp  | Pc  | Diff |  | Résultats (dom.\ext.)  |       |       |       |       |
| ---- | ---------------------- | --- | - | - | - | --- | --- | ---- |  | ---------------------- | ----- | ----- | ----- | ----- |
| 1    | Gran Canaria           | 11  | 6 | 5 | 1 | 463 | 396 | 67   |  | Gran Canaria           |       | 92-72 | 58-62 | 62-60 |
| 2    | Boudivelnik Kiev       | 10  | 6 | 4 | 2 | 397 | 391 | 6    |  | KK Šiauliai            | 70-89 |       | 70-71 | 76-97 |
| 3    | KK Budućnost Podgorica | 9   | 6 | 3 | 3 | 431 | 418 | 13   |  | Boudivelnik Kiev       | 66-72 | 74-66 |       | 70-56 |
| 4    | KK Šiauliai            | 4   | 4 | 0 | 4 | 420 | 506 | -86  |  | KK Budućnost Podgorica | 66-90 | 83-66 | 69-54 |       |

#### Groupe D
| Rang | Équipe             | Pts | J | G | P | Pp  | Pc  | Diff |  | Résultats (dom.\ext.) |       |       |       |       |
| ---- | ------------------ | --- | - | - | - | --- | --- | ---- |  | --------------------- | ----- | ----- | ----- | ----- |
| 1    | Aris Salonique     | 11  | 6 | 5 | 1 | 514 | 462 | 52   |  | Aris Salonique        |       | 88-75 | 91-70 | 85-76 |
| 2    | KK Cedevita        | 10  | 6 | 4 | 2 | 484 | 479 | 5    |  | Azovmach Marioupol    | 77-82 |       | 92-88 | 69-72 |
| 3    | Azovmach Marioupol | 8   | 6 | 2 | 4 | 492 | 504 | -12  |  | Hapoël Galil Elyon    | 83-92 | 86-95 |       | 73-84 |
| 4    | Hapoël Galil Elyon | 7   | 6 | 1 | 5 | 492 | 537 | -45  |  | KK Cedevita           | 81-76 | 88-84 | 83-92 |       |

#### Groupe E
| Rang | Équipe                 | Pts | J | G | P | Pp  | Pc  | Diff |  | Résultats (dom.\ext.)  |       |       |       |       |
| ---- | ---------------------- | --- | - | - | - | --- | --- | ---- |  | ---------------------- | ----- | ----- | ----- | ----- |
| 1    | Galatasaray            | 10  | 6 | 4 | 2 | 441 | 374 | 67   |  | Panellinios Athènes    |       | 66-62 | 59-54 | 68-51 |
| 2    | Panellinios Athènes    | 10  | 6 | 4 | 2 | 366 | 375 | -9   |  | Galatasaray            | 79-53 |       | 76-57 | 86-58 |
| 3    | Pallacanestro Cantù    | 9   | 6 | 3 | 3 | 413 | 398 | 15   |  | Pallacanestro Cantù    | 72-57 | 75-72 |       | 81-54 |
| 4    | MPC Capitals Groningue | 7   | 6 | 1 | 5 | 365 | 438 | -73  |  | MPC Capitals Groningue | 57-63 | 65-66 | 80-74 |       |

#### Groupe F
| Rang | Équipe             | Pts | J | G | P | Pp  | Pc  | Diff |  | Résultats (dom.\ext.) |       |       |       |       |
| ---- | ------------------ | --- | - | - | - | --- | --- | ---- |  | --------------------- | ----- | ----- | ----- | ----- |
| 1    | Benetton Trévise   | 12  | 6 | 6 | 0 | 454 | 414 | 40   |  | Benetton Trévise      |       | 79-72 | 77-69 | 67-61 |
| 2    | Estudiantes Madrid | 9   | 6 | 3 | 3 | 483 | 462 | 21   |  | Estudiantes Madrid    | 71-80 |       | 88-77 | 87-60 |
| 3    | PAOK Salonique     | 9   | 6 | 3 | 3 | 449 | 438 | 11   |  | PAOK Salonique        | 62-67 | 77-72 |       | 92-74 |
| 4    | Chorale Roanne     | 6   | 6 | 0 | 6 | 423 | 495 | -72  |  | Chorale Roanne        | 79-84 | 89-93 | 60-72 |       |

#### Groupe G
| Rang | Équipe           | Pts | J | G | P | Pp  | Pc  | Diff |  | Résultats (dom.\ext.)   |       |       |       | Drapeau de la Lettonie |
| ---- | ---------------- | --- | - | - | - | --- | --- | ---- |  | ----------------------- | ----- | ----- | ----- | ---------------------- |
| 1    | ČEZ Nymburk      | 10  | 6 | 4 | 2 | 496 | 473 | 23   |  | CDB Séville             |       | 68-89 | 72-76 | 95-83                  |
| 2    | CDB Séville      | 9   | 6 | 3 | 3 | 494 | 478 | 16   |  | ČEZ Nymburk             | 77-93 |       | 73-67 | 90-79                  |
| 3    | Hapoël Jérusalem | 9   | 6 | 3 | 3 | 466 | 463 | 3    |  | Israël Hapoël Jérusalem | 70-84 | 91-82 |       | 91-78                  |
| 4    | VEF Riga         | 8   | 6 | 2 | 4 | 472 | 514 | -42  |  | VEF Riga                | 83-82 | 75-85 | 74-71 |                        |

#### Groupe H
| Rang | Équipe                | Pts | J | G | P | Pp  | Pc  | Diff |  | Résultats (dom.\ext.) |       |       |       |        |
| ---- | --------------------- | --- | - | - | - | --- | --- | ---- |  | --------------------- | ----- | ----- | ----- | ------ |
| 1    | ALBA Berlin           | 12  | 6 | 6 | 0 | 496 | 414 | 82   |  | ALBA Berlin           |       | 88-64 | 79-62 | 92-73  |
| 2    | Juve Caserta Basket   | 9   | 6 | 3 | 3 | 472 | 463 | 9    |  | Krasnye Krylya Samara | 68-72 |       | 78-85 | 103-80 |
| 3    | Krasnye Krylya Samara | 8   | 6 | 2 | 4 | 478 | 502 | -24  |  | Juve Caserta Basket   | 73-79 | 94-67 |       | 87-79  |
| 4    | Anwil Włocławek       | 7   | 6 | 1 | 5 | 470 | 537 | -67  |  | Anwil Włocławek       | 74-86 | 83-98 | 81-71 |        |

### Top 16

#### Groupe I
| Rang | Équipe       | Pts | J | G | P | Pp  | Pc  | Diff |  | Résultats (dom.\ext.) |       |       |         |       |
| ---- | ------------ | --- | - | - | - | --- | --- | ---- |  | --------------------- | ----- | ----- | ------- | ----- |
| 1    | UNICS Kazan  | 10  | 6 | 4 | 2 | 492 | 459 | 33   |  | UNICS Kazan           |       | 90-72 | 67-64   | 84-88 |
| 2    | KK Cedevita  | 10  | 6 | 4 | 2 | 513 | 531 | -18  |  | KK Hemofarm           | 83-84 |       | 75-74   | 86-73 |
| 3    | Gran Canaria | 8   | 6 | 2 | 4 | 482 | 484 | -2   |  | Gran Canaria          | 76-73 | 72-66 |         | 86-89 |
| 4    | KK Hemofarm  | 8   | 6 | 2 | 4 | 453 | 466 | -13  |  | KK Cedevita           | 76-94 | 73-71 | 114-110 |       |

#### Groupe J
| Rang | Équipe           | Pts | J | G | P | Pp  | Pc  | Diff |  | Résultats (dom.\ext.) |       |       |       |       |
| ---- | ---------------- | --- | - | - | - | --- | --- | ---- |  | --------------------- | ----- | ----- | ----- | ----- |
| 1    | Boudivelnik Kiev | 10  | 6 | 4 | 2 | 417 | 413 | 4    |  | Le Mans               |       | 85-70 | 72-77 | 77-83 |
| 2    | Göttingen        | 10  | 6 | 4 | 2 | 433 | 416 | 17   |  | Aris Salonique        | 73-78 |       | 85-69 | 82-84 |
| 3    | Le Mans          | 8   | 6 | 2 | 4 | 444 | 445 | -1   |  | Boudivelnik Kiev      | 67-61 | 73-78 |       | 68-56 |
| 4    | Aris Salonique   | 8   | 6 | 2 | 4 | 443 | 463 | -20  |  | Göttingen             | 75-71 | 74-55 | 61-63 |       |

#### Groupe K
| Rang | Équipe              | Pts | J | G | P | Pp  | Pc  | Diff |  | Résultats (dom.\ext.) |       |       |       |       |
| ---- | ------------------- | --- | - | - | - | --- | --- | ---- |  | --------------------- | ----- | ----- | ----- | ----- |
| 1    | Estudiantes Madrid  | 11  | 6 | 5 | 1 | 489 | 459 | 30   |  | Estudiantes Madrid    |       | 90-80 | 87-80 | 71-69 |
| 2    | Juve Caserta Basket | 11  | 6 | 5 | 1 | 474 | 453 | 21   |  | Juve Caserta Basket   | 87-85 |       | 88-80 | 81-76 |
| 3    | Galatasaray         | 8   | 6 | 2 | 4 | 409 | 421 | -12  |  | ČEZ Nymburk           | 86-88 | 68-74 |       | 62-77 |
| 4    | ČEZ Nymburk         | 6   | 6 | 0 | 6 | 451 | 490 | -39  |  | Galatasaray           | 57-68 | 54-64 | 76-75 |       |

#### Groupe L
| Rang | Équipe              | Pts | J | G | P | Pp  | Pc  | Diff |  | Résultats (dom.\ext.) |       |       |       |       |
| ---- | ------------------- | --- | - | - | - | --- | --- | ---- |  | --------------------- | ----- | ----- | ----- | ----- |
| 1    | Benetton Trévise    | 11  | 6 | 5 | 1 | 461 | 426 | 35   |  | CDB Séville           |       | 66-55 | 76-67 | 84-71 |
| 2    | CDB Séville         | 11  | 6 | 5 | 1 | 476 | 440 | 36   |  | Benetton Trévise      | 84-68 |       | 75-71 | 82-72 |
| 3    | Panellinios Athènes | 7   | 6 | 1 | 5 | 451 | 477 | -26  |  | ALBA Berlin           | 81-95 | 74-82 |       | 68-65 |
| 4    | ALBA Berlin         | 7   | 6 | 1 | 5 | 434 | 479 | -45  |  | Panellinios Athènes   | 82-87 | 75-83 | 86-73 |       |

### Quarts de finale
Au meilleur des deux matchs

Matchs aller le 23 mars, matchs retour le 30 mars.
| Quart | Équipe 1           | Cumul   | Équipe 2            | match aller | match retour |
| ----- | ------------------ | ------- | ------------------- | ----------- | ------------ |
| #1    | UNICS Kazan        | 169-161 | Juve Caserta Basket | 90-84       | 79-77        |
| #2    | Boudivelnik Kiev   | 129-144 | CDB Séville         | 49-67       | 77-80        |
| #3    | Estudiantes Madrid | 153-171 | KK Cedevita         | 81-90       | 72-81        |
| #4    | Benetton Trévise   | 150-128 | Göttingen           | 66-66       | 84-62        |

### Final Four
Le Final Four de l'EuroCoupe 2010-2011 se déroule à Trévise en Italie les 16 et 17 avril.
|  | Demi-finales      | Demi-finales      |             |    | Finale            | Finale            |
|  | Demi-finales      | Demi-finales      |             |    | Finale            | Finale            |
|  |                   |                   |             |    |                   |                   |
|  | 16 avril, 18 h 00 | 16 avril, 18 h 00 |             |    | 17 avril, 20 h 45 | 17 avril, 20 h 45 |
|  | 16 avril, 18 h 00 | 16 avril, 18 h 00 |             |    | 17 avril, 20 h 45 | 17 avril, 20 h 45 |
|  | UNICS Kazan       | 87                |             |    | 17 avril, 20 h 45 | 17 avril, 20 h 45 |
|  | UNICS Kazan       | 87                |             |    | 17 avril, 20 h 45 | 17 avril, 20 h 45 |
|  | KK Cedevita       | 66                |             |    | 17 avril, 20 h 45 | 17 avril, 20 h 45 |
|  | KK Cedevita       | 66                | UNICS Kazan | 92 |                   |                   |
|  | 16 avril, 20 h 45 |                   | UNICS Kazan | 92 |                   |                   |
|  |                   | CDB Séville       | 77          |    |                   |                   |
|  | CDB Séville       | CDB Séville       | 77          | 75 |                   |                   |
|  | CDB Séville       |                   |             | 75 |                   |                   |
|  | Benetton Trévise  | 63                |             |    |                   |                   |
|  | Benetton Trévise  | 63                | 3e place    |    |                   |                   |
|  |                   |                   |             |    |                   |                   |
|  | 17 avril, 18 h 00 |                   |             |    |                   |                   |
|  |                   |                   |             |    |                   |                   |
|  | KK Cedevita       | 59                |             |    |                   |                   |
|  | KK Cedevita       | 59                |             |    |                   |                   |
|  | Benetton Trévise  | 57                |             |    |                   |                   |
|  | Benetton Trévise  | 57                |             |    |                   |                   |

## Récompenses
- MVP de la saison régulière :  Dontaye Draper (KK Cedevita)
- MVP de la finale :  Marko Popović (UNICS Kazan)
- Entraîneur de l'année :  Aleksandar Petrovic (KK Cedevita)
- Révélation de l'année :  Donatas Motiejūnas (Benetton Trévise)

| - Meilleur cinq majeur EuroCoupe : 1. Dontaye Draper (KK Cedevita) 2. Terrell Lyday (UNICS Kazan) 3. Devin Smith (Benetton Trévise) 4. Tariq Kirksay (CDB Séville) 5. Maciej Lampe (UNICS Kazan) | - 2e cinq majeur EuroCoupe : 1. Bracey Wright (KK Cedevita) 2. Dwayne Anderson (BG 74 Göttingen) 3. Kelly McCarty (UNICS Kazan) 4. Nik Caner-Medley (Estudiantes Madrid) 5. Paul Davis (CDB Séville) |

### Récompenses hebdomadaires

#### MVP par journée

##### Saison régulière
| Journée | Joueur              | Équipe                | Éval. |
| ------- | ------------------- | --------------------- | ----- |
| 1       | P. J. Tucker        | Aris Salonique        | 35    |
| 2       | Chrístos Tapoútos   | Aris Salonique        | 32    |
| 3       | Demetrius Alexander | Azovmach Marioupol    | 36    |
| 4       | Primož Brezec       | Krasnye Krylya Samara | 40    |
| 5       | Ebi Ere             | Juvecaserta Basket    | 35    |
| 6       | Dontaye Draper      | KK Cedevita           | 36    |

##### Top 16
| Journée | Joueur                     | Équipe           | Éval. |
| ------- | -------------------------- | ---------------- | ----- |
| 1       | Mike Scott                 | BG 74 Göttingen  | 36    |
| 2       | Paul Davis                 | CDB Séville      | 31    |
| 3       | Nando de Colo              | Valence          | 35    |
| 4       | Damjan Rudež Bracey Wright | KK Cedevita      | 28    |
| 5       | Devin Smith                | Benetton Trévise | 47    |
| 6       | Benjamin Dewar             | Le Mans          | 29    |

##### Quarts de finale
| Journée | Joueur              | Équipe      | Éval. |
| ------- | ------------------- | ----------- | ----- |
| 1       | Vladimir Veremeenko | UNICS Kazan | 40    |
| 2       | Bracey Wright       | KK Cedevita | 37    |

## Statistiques individuelles

### Points
| Rang | Joueur          | Équipe           | MJ | Points | PPM   |
| ---- | --------------- | ---------------- | -- | ------ | ----- |
| 1.   | Jaycee Carroll  | CB Gran Canaria  | 11 | 211    | 19.18 |
| 2.   | Devin Smith     | Benetton Trévise | 11 | 187    | 17.00 |
| 3.   | Chester Simmons | ČEZ Nymburk      | 11 | 183    | 16.64 |
| 4.   | P. J. Tucker    | PAOK Salonique   | 11 | 176    | 16.00 |
| 5.   | Dontaye Draper  | KK Cedevita      | 10 | 157    | 15.70 |

### Rebonds
| Rang | Joueur          | Équipe             | MJ | Rebonds | RPM  |
| ---- | --------------- | ------------------ | -- | ------- | ---- |
| 1.   | Jumaine Jones   | Juvecaserta Basket | 10 | 77      | 7.70 |
| 2.   | P. J. Tucker    | PAOK Salonique     | 11 | 82      | 7.45 |
| 3    | Maciej Lampe    | UNICS Kazan        | 11 | 81      | 7.36 |
| 4.   | Corsley Edwards | KK Cedevita        | 9  | 63      | 7.00 |
| 5.   | Jason Boone     | BG 74 Göttingen    | 11 | 71      | 6.45 |

### Passes
| Rang | Joueur          | Équipe             | MJ | Passes | PPM  |
| ---- | --------------- | ------------------ | -- | ------ | ---- |
| 1.   | Dontaye Draper  | KK Cedevita        | 10 | 68     | 6.80 |
| 2.   | Trent Meacham   | BG 74 Göttingen    | 11 | 57     | 5.18 |
| 3.   | Stefan Marković | Benetton Trévise   | 11 | 57     | 5.18 |
| 4.   | Jayson Granger  | Estudiantes Madrid | 11 | 47     | 4.27 |
| 5.   | Miljan Pavković | KK Hemofarm        | 11 | 43     | 3.91 |